# Wilhelm Rees (Heimatforscher)
Wilhelm Rees (* 23. Januar 1888 in Neuhückeswagen (Rheinland); † 12. Februar 1969 in Remscheid) war ein deutscher Lehrer, Kommunalpolitiker, Heimatforscher und Schriftsteller.
Wilhelm Rees studierte in Bonn und Heidelberg und promovierte 1911 in Bonn mit der Arbeit Die Erklärung der Menschen- und Bürgerrechte von 1789 zum Dr. phil. Während seines Studiums wurde er Mitglied beim Verein Deutscher Studenten Bonn. Danach war er als Studienrat in Remscheid tätig. Er trat in den Dienst der Stadt, war bei der Eröffnung 1932 der erste Leiter des Röntgen-Museums in Lennep, wurde Leiter des Kulturamtes, später war er Dezernent für Archiv, Stadtbücherei und Museum. Er betätigte sich als Heimatforscher und veröffentlichte zahlreiche Bücher und Zeitschriftenbeiträge über die Remscheider und bergische Geschichte, Landschaft und Kultur, auch in der Zeitschrift Rheinische Heimatpflege oder für den Bergischen Geschichtsverein. Dort ist er auch Mitautor des 1958 erschienenen Werkes Bergische Geschichte. Daneben veröffentlichte er auch Erzählungen und Gedichte.
Sein umfangreicher Nachlass befindet sich im Historischen Zentrum der Stadt Remscheid. In Remscheid wurde die Wilhelm-Rees-Straße in Ehringhausen nach ihm benannt. 1952 wurde ihm als erstem Leiter des Röntgen-Museums die Röntgen-Plakette der Stadt Remscheid verliehen. Die Stadt Remscheid benannte einen Kunstpreis nach ihm als Wilhelm-Rees-Preis.

## Publikationen
- Die Erklärung der Menschen- und Bürgerrechte von 1789, Sauer u. Auvermann, Frankfurt/M., 1968, Unveränderter Neudruck der Ausgabe Leipzig, 1912
- Schloss Burg und seine Bewohner im Spiegel des Schrifttums, Bergischer Geschichtsverein e.V., Abt. Remscheid, Remscheid, 1964
- Niederbergische Städtebilder, Remscheid, 1963
- Träger der Kultur seit dem frühen Mittelalter, Remscheid, 1962
- Blütezeit der Baukunst im Bergischen Land, Bergischer Geschichtsverein, Abteilung Remscheid, 1961
- Robert Böker und seine Vorfahren als Wirtschaftler und Kommunalpolitiker, Amt für Wirtschafts- und Verkehrsförderung / Stadtarchiv, Remscheid, 1961
- Blütezeiten der Baukunst im Bergischen Land, Vortrag, Bergischer Geschichtsverein, Abt. Remscheid, Remscheid, 1961
- Hückeswagen, Hundert Jahre Stadt, Stadt Hückeswagen, 1959
- Die Hasenclever und ihre Beziehungen zu Goethe und seinem Freundeskreis, Stadtarchiv, Remscheid, 1959
- Kleine Spätlese, Werke, Auswahl, Festschrift zum 70. Geburtstag, Kulturamt der Stadt Remscheid, Remscheid, 1958
- Bergische Geschichte, Bergischer Geschichtsverein, 1958 (Mitautor)
- Von bergischem Pioniergeist, Lebensbewältigung und Hausausweitung, 1958
- Altes eingebautes Mobiliar in Remscheider Häusern, Stadtarchiv, Remscheid, 1957
- Kultur und Wirtschaft im Bergischen Land, Martini und Grüttefien, Wuppertal, 1953, 1. Auflage (zum 65. Geburtstag)
- Die Entwicklung historischen Denkens in unserer Stadt, Festrede zum 30. Jahrestag der Gründung der Abt. Remscheid im Bergischen Geschichtsverein, 1951
- Ahnen und Enkel, Spiegelgespräche, Verlag Ziegler, Remscheid, 1951
- Führer durch Schloß Burg an d. Wupper, 1950
- Von bergischer Tracht, alter Volks- und Handwerkskunst und alten Gewerben, Ad. Mann Nachfl., Remscheid-Lennep, 1941
- Die Remscheider Werkzeugindustrie, Franzmathes-Verlag, Frankfurt/M., (1940)
- Das Bergische Land, Schwann, Düsseldorf, 1940
- Das Bergische Land und seine Menschen, Versuch einer Wesenschau, (Mann, Remscheid-Lennep), 1939
- Remscheid, die schöne Stadt inmitten des Bergischen Landes, J. F. Ziegler’sche Buchdruckerei, Remscheid, [1939]
- Das Bergische Land als Lebensraum, [Der Oberbürgermeister], [Remscheid], 1938, 3. Auflage
- Fahrt ins Land, Martini & Grüttefien, Wuppertal-Elberfeld, 1938, 2. Auflage
- Zur Geschichte des kulturellen Lebens in Remscheid, Stadtverwaltung, Remscheid, 1937
- Fahrt zu den Ahnen, Ad. Mann Nachfl., Remscheid, 1936
- Fahrt ins Land, Bergische Städte und Nester, Ad. Mann Nachfl., R[emschei]d-Lennep, 1935
- Remscheid im Ruhrkampf, J. F. Ziegler’sche Buchdr., Remscheid, 1934
- Remscheid im Ruhrkampf mit 1 Anhang Lennep im Ruhrkampf, Remscheider General-Anzeiger, Remscheid, 1934
- Das geistige Gesicht des Bergischen Landes, Vortrag, Bergisches Abendblatt, Remscheid, 1933
- Das bergische Land als Lebensraum, Bergisches Abendblatt, Remscheid, 1932 (auch: Ad. Mann Nachf., RS-Lennep, 1932)
- Aus Remscheids Vergangenheit!, Bergischer Geschichtsverein, Ortsgruppe Remscheid, Remscheid, 1931 (Herausgeber)
- 30 Jahre Volksbücherei in Remscheid, Volksbücherei, Remscheid, 1931 (Herausgeber)
- Bergische Ärzte, Biographisches. A. Martini & Grüttefien, Wuppertal-Elberfeld 1931
- Die alte schöne Tür in Remscheid, Stadtverwaltung, Remscheid, 1929
- Die Wupper, ein Lebenslauf, A. Martini & Grüttefien, Elberfeld, 1928
- Remscheid in der Zeit vom Beginn der preußischen Herrschaft bis zum Sturmjahre 1848, Stadtverwaltung, Remscheid, 1928
- Das Stift zum heiligen Gezelinus, Erzählungen, A. Martini & Grüttefien, Elberfeld, 1927
- Engelberts Tod, ein bergisches Heimatspiel, A. Martini & Grüttefien, Elberfeld, 1925
- Das Bergische Land in der Dichtung, A. Martini & Grüttefien, Elberfeld, 1925
- Erstlinge, Ein schmaler Kranz, Gedichte, J. F. Zieglersche Buchdruckerei, Remscheid, 1924
- Remscheid, Deutscher Architektur- und Industrie-Verlag (DARI), Berlin-Halensee, 1922 (Bearbeiter, herausgegeben durch den Oberbürgermeister)
- Zeitenspiegel, Eine bergische Porträtgalerie 1921, J. F. Zieglersche Buchdruckerei, Remscheid, 1921/1922
- Mit der schweren Artillerie im Westen: Für die Batterie 1/407 dargestellt, Remscheid, 1920
- Fritzchen, fröhliche Geschichten, Gottlieb Schmidt, Remscheid, [um 1916]
- Heimatbilder aus dem großen Kriege, Martini & Grüttefien, Elberfeld, 1915